# Снегирёв, Геннадий Яковлевич
Генна́дий Я́ковлевич Снегирёв (20 марта 1933, Москва — 13 января 2004) — русский советский писатель
.

## Биография
Родился в Москве, учился в ремесленном училище. Работал препаратором на кафедре ихтиологии МГУ, был звероловом, плавал на экспедиционном судне «Витязь». Много путешествовал по стране. Печатался с 1954 года.
Рассказы Снегирёва небольшие по объёму — одна-две страницы. В 1960-х годах в Доме творчества в Тарусе познакомился с М.П. Митуричем-Хлебниковым, который потом оформлял его книги и с ним путешествовал.
Повести и рассказы для детей о природе и животных опубликованы в книгах:
- «Обитаемый остров» (1955)
- «Про пингвинов» (1961)
- «Письма из разных краёв» (1964)
- «В пустыне» (1975)
- «Чудесная лодка» (Издательство «Детская литература», Москва. 1977)
- «В разных краях» (Издательство «Малыш», Москва. 1981)
- «Как птицы и звери к зиме готовятся» (1983)
- «Пинагор» (1987)
- «Про пингвинов» (1987)
- «Про птиц» (1991)
- "Охотничьи истории" (2011)

Выступил с автором сценария (с Алексеем Баталовым) короткометражного фильма «Встань пораньше» (1970) режиссёра Леонида Нечаева, в котором рассказывается о мальчике-подпаске, в одиночку отбившемся ночью от волков, защитив жеребят.
Похоронен в Москве на Пятницком кладбище.